# 松嶋麻未
松嶋麻未（まつしま　あさみ、誕生日9月15日 ）は、群馬県 伊勢崎市出身の歌手。
2014年に株式会社ホリデージャパンから「愛はすれ違い」でプロデビューし全国で音楽活動を展開する。その後2017年エスプロレコ―ズから第2弾CD「DRESS」を全国発売する。2019年 9月に第3弾CD「冬すずめ」を徳間ジャパンコミュニケーションズから全国発売し活動中。星座は乙女座、血液型はA型。所属レコード会社は徳間ジャパンコミュニケーションズ。所属音楽事務所はアレサンブル。

## 経歴
- 幼少の頃から両親が歌謡曲等を愛好し、いつも音楽にふれる家庭環境の中で育った。そんな影響もあり歌謡曲を歌うことが好きになり、歌唱努力をかさねプロ歌手デビューとなる。
- 2014年10月22日株式会社ホリデージャパンからCD「愛はすれ違い」でデビューし全国発売する。歌謡界で音楽活動を展開する。
- 2014年12月4日ラジオ日本「夏木ゆたかのホッと歌謡曲」に出演する。
- 2014年12月12日ホリデージャパン制作の歌謡番組「歌う！セールスマン」(テレビ)に出演する。
- 2015年2月26日チバテレビ主催、株式会社オンガック共催の「第1回全国新人歌謡祭2015in君津」(君津市民文化ホール)に参加し敢闘賞を受賞する。その歌謡祭の様子はテレビ局「BS11イレブン」で2015年3月29日に放送される。
- 2015年1月16日、3月14日FM桐生「舞川るみの舞LOVE MUSIC」(1時間生放送)に出演する。
- 2015年5月9日伊勢崎警察署一日警察署長に就任する。
- 2016年4月29日群馬・近県の人気番組の「群馬テレビカラオケチャンネル」のゲスト歌手として出演し「愛はすれ違い」を歌う。また、審査員として各出演者の歌の講評コメントを述べる。
- 2016年6月24日ラジオ高崎に出演する。
- 2017年6月4日「ホリデージャパン歌謡フェスタ」(有楽町よみうりホール)に出演する。
- 2017年11月22日エスプロレコ―ズから第2弾のCDとして「DRESS」を全国発売する。
- 2018年11月5日BS日テレ「歌謡プレミアム」に出演し、石川さゆりの「ウイスキーが、お好きでしょ」を歌唱する。
- 2018年10月27日群馬・近県のカラオケファンに人気番組「群馬テレビカラオケチャンネル」のゲスト歌手として出演し「DRESS」を歌う。また、審査員として各出演者の歌の講評コメントを述べる。
- 2019年9月25日[1]第3弾のCDを徳間ジャパンコミュニケーションズ移籍後初となる「冬すずめ」を発売する。
- 2019年11月17日伊勢崎警察署一日警察署長に就任する。制服姿で赤堀芸術文化プラザのホールで伊勢崎市、玉村町管内交通安全大会表彰式に出席し一日署長の仕事をする。また、ソロコンサートのコーナーに出演し歌唱する。その後、同会場の庭にて交通安全キャンペーンの一日署長を務める。
- 2021年2月11日群馬テレビ「演歌大好き」30分番組にゲスト出演する。司会者と近況や曲目等についてのトークと「愛はすれ違い」「ＤＲＥＳＳ」「冬すずめ」(各MV)が放送される。
- 2021年4月2日「群馬テレビカラオケチャンネル」にゲスト歌手として出演し「冬すずめ」を歌う。また、審査員として各出演者の歌の講評コメントを述べる。
- 2021年10月17日BS日テレ「歌謡プレミアムアンコール日曜版」に出演し、石川さゆりの「ウイスキーが、お好きでしょ」を歌唱する。(2018年11月5日放送の再放送)
- 2022年11月14日BSテレビ12「うたって♪ハマって♪音楽番組(演歌・歌謡)」に新曲「さみだれ」の曲紹介と歌唱で出演する。
- 2022年11月16日第4弾のCD「さみだれ」を徳間ジャパンコミュニケーションズから発売する。
- 2023年1月3日ラジオ日本「夏木ゆたかのホッと歌謡曲」に出演する。新曲「さみだれ」「ロスト・ラブ」を紹介し放送される。他「冬すずめ」も放送される。
- 2023年3月23日群馬テレビ「演歌大好き」30分番組にゲスト出演する。司会者と近況や曲目等についてのトークと新曲「さみだれ」(各MV)が放送される。
- 2022年12月13日～3月31日の応募期間に松嶋麻未新曲「さみだれ」購入者特典・カラオケコンテスト、テープ審査会を徳間ジャパンコミュニケーションズ協力により開催する。4月30日に優秀賞(記念品付)14名を発表する。また、審査員の一人作曲者桧原さとし講評文を応募者全員に送付する。
- 2024年11月13日第5弾のCD「真夜中の狂詩曲」を徳間ジャパンコミュニケーションズから発売する。

## 恒例コンサート
- 2014年から毎年11月に恒例のディナーショー(ソロコンサート)を地元プラザアリア(伊勢崎市)で開催している。
- 2020年、2021年は新型ウイルスコロナ感染を考慮し開催中止する。
- 2022年は昼夜の2回公演で開催する。

## 人物・エピソード
- 趣味はキックボクシング、ドライブ。

## 音楽

### シングルCD
| NO | 発売日          | 曲順 | タイトル             | 作詞       | 作曲       | 編曲     | レーベル                         | 規格品番等 |
| -- | --------------- | ---- | -------------------- | ---------- | ---------- | -------- | -------------------------------- | ---------- |
| 1  | 2014年 10月22日 | 01   | 愛はすれ違い         | しいの乙吉 | しいの乙吉 | 猪股義周 | ホリデージャパン                 | TJCH-15459 |
| 1  | 2014年 10月22日 | 02   | 夢の向こうへ         | しいの乙吉 | しいの乙吉 | 牧野三朗 | ホリデージャパン                 | TJCH-15459 |
| 2  | 2017年 11月22日 | 01   | DRESS                | HANZO      | HANZO      | 猪股義周 | エスプロレコ―ズ                  | QASW-10002 |
| 2  | 2017年 11月22日 | 02   | ぽろぽろ ほろり      | HANZO      | HANZO      | 猪股義周 | エスプロレコ―ズ                  | QASW-10002 |
| 3  | 2019年 9月25日  | 01   | 冬すずめ             | 朝比奈京仔 | 桧原さとし | 猪股義周 | 徳間ジャパンコミュニケーションズ | TKCA-91199 |
| 3  | 2019年 9月25日  | 02   | 指輪～インカローズ～ | 朝比奈京仔 | 桧原さとし | 猪股義周 | 徳間ジャパンコミュニケーションズ | TKCA-91199 |
| 4  | 2022年 11月16日 | 01   | さみだれ             | 朝比奈京仔 | 桧原さとし | 猪股義周 | 徳間ジャパンコミュニケーションズ | TKCA-91468 |
| 4  | 2022年 11月16日 | 02   | ロスト・ラブ         | 朝比奈京仔 | 桧原さとし | 猪股義周 | 徳間ジャパンコミュニケーションズ | TKCA-91468 |
| 5  | 2024年 11月13日 | 01   | 真夜中の狂詩曲       | 朝比奈京仔 | 桧原さとし | 猪股義周 | 徳間ジャパンコミュニケーションズ | TKCA-91594 |
| 5  | 2024年 11月13日 | 02   | 今はあなたがすべて   | 朝比奈京仔 | 桧原さとし | 猪股義周 | 徳間ジャパンコミュニケーションズ | TKCA-91594 |

### 学園歌CD
| NO  | 発売日         | 曲順 | タイトル               | 作詞       | 作曲       | 編曲     | レーベル       | 規格品番等         |
| --- | -------------- | ---- | ---------------------- | ---------- | ---------- | -------- | -------------- | ------------------ |
| 特1 | 2019年 11月1日 | 01   | つつじヶ丘はふるさとよ | 鈴木比呂志 | 双葉あきら | 猪股義周 | キングレコード | NMAX-10359(非売品) |
| 特1 | 2019年 11月1日 | 02   | つつじヶ丘学園歌       | 鈴木比呂志 | 横田金治   | 猪股義周 | キングレコード | NMAX-10359(非売品) |

- CD「つつじヶ丘はふるさとよ」については、福祉法人広済会つつじヶ丘学園(群馬県桐生市新里町)の学園歌のため非売品。